# Packard Speedster
Packard Speedster – samochód marki Packard produkowany w latach 1929–1930 od tzw. 6 do 7 serii aut tej marki. Bazował na modelach serii Eight. Był pomyślany jako sportowa wersja Packarda Eight, skierowana do zamożnej klienteli. Jednocześnie stanowił odpowiedź firmy na modele firm Auburn i Cord. W 1929 zmontowano 70 sztuk a w 1930 113 sztuk tego modelu.
W roku 1929 był montowany w wersji Runabout, Speedster. Natomiast w roku 1930 weszły odmiany Speedster Eight (nr 734).